# Boreostereum
Boreostereum is een geslacht van schimmels behorend tot de familie Gloeophyllaceae. De typesoort is Boreostereum radiatum.

## Soorten
Volgens Index Fungorum telt het geslacht vier soorten (peildatum maart 2023):
| Soortnaam                | Auteur(s)                                     | Publicatiejaar |
| ------------------------ | --------------------------------------------- | -------------- |
| Boreostereum borbonicum  | Boidin & Gilles                               | 2000           |
| Boreostereum radiatum    | (Peck) Parmasto                               | 1968           |
| Boreostereum sulphuratum | (Berk. & Ravenel) G.Y. Zheng & Z.S. Bi        | 1990           |
| Boreostereum vibrans     | (Berk. & M.A. Curtis) Davydkina & Bondartseva | 1976           |